# 弗雷讷 (约讷省)
弗雷讷（法語：Fresnes，法語發音：[fʁɛn] ⓘ）是法国勃艮第-弗朗什-孔泰大区约讷省的一个市镇，属于阿瓦隆区。

## 地理
弗雷讷（47°45'39"N, 3°59'35"E）面积4.97 平方千米，位于法国勃艮第-弗朗什-孔泰大區约讷省，该省份为法国中北部内陆省份，西接卢瓦雷省，西北接塞纳-马恩省，南至涅夫勒省，东临科多尔省，东北与奥布省接壤。
与弗雷讷接壤的市镇（或旧市镇、城区）包括：伊鲁埃尔、瑟兰河畔阿奈、努瓦耶、桑堡。

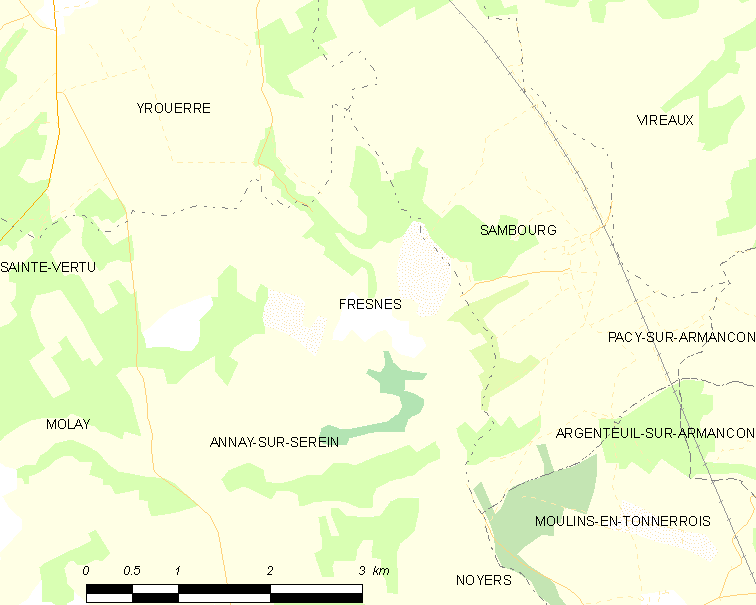
的OSM定位图

弗雷讷的时区为UTC+01:00、UTC+02:00（夏令时）。

## 行政
弗雷讷的邮政编码为89310，INSEE市镇编码为89183。

## 政治
弗雷讷所属的省级选区为沙布利县。

## 人口

1962-2008年间人口变化图示

弗雷讷于2022年1月1日时的人口数量为62人。